# Peter Altmaier
Peter Altmaier (Ensdorf, 1958. június 18. –) német politikus, 2018 és 2021 között Németország gazdasági minisztere.

## Életpályája
1994 és 2021 között a Bundestag képviselője volt.